# Étienne-Hyacinthe de Ratte
Étienne-Hyacinthe Ratte (* 1722 in Montpellier; † 1805 ebenda) war ein französischer Mathematiker, Astronom  und Enzyklopädist.

## Leben und Wirken
Ratte studierte  Mathematik  und wurde mit 21 Jahren Sekretär der  Académie de Montpellier.
Im Jahre 1743 stellte er Untersuchungen über die Schwerkraft an und veröffentlichte nacheinander zahlreiche Schriften zu naturwissenschaftlichen Fragen.
Ratte schrieb ferner etliche Beiträge zur Encyclopédie über physikalische Themen, so etwa froid, glace, gelée. 
Obgleich Ratte vielfältige wissenschaftliche Interessen verfolgte, widmete er sich vor allem der Astronomie. In dieser Disziplin machte er eine große Anzahl von Beobachtungen, so zum Beispiel den Venustransit am 6. Juni 1761.
In den letzten Jahren seines Lebens schrieb er über die Geschichte der Histoire de l’Académie royale de Montpellier von ihrem Ursprung bis zu den Ereignissen im Jahre 1789.
1796 wurde er in die Académie des sciences in Paris aufgenommen.

## Werke (Auswahl)
- Sur les pressions qui naissent du poids des parties supérieures d’un fluide en repos sur les inférieures et sur les pressions latérales des fluides dans des vases de différentes figures.
- Sur l’accroissement subit de la tige d’une espèce d’aloès, agave americana de Linné.
- Recherches sur la pesanteur dans un milieu, composé de petits tourbillons
- Histoire de l’Académie royale de Montpellier depuis son origine jusqu’aux événements de 1789.